# Кравец, Александр Алексеевич
Алекса́ндр Алексе́евич Краве́ц (род. 31 января 1950 года) — депутат Государственной думы II, III, IV, VI и VII созывов. Первый секретарь Омского областного комитета КПРФ. Секретарь Центрального комитета КПРФ в 1997—2004 гг.

## Биография
Родился 31 января 1950 года на станции Кухарево Исилькульского района Омской области. Отец — ветеринарный врач, кандидат наук. В 1971 году окончил исторический факультет Омского государственного педагогического института. С 1971 по 1972 год — завуч, затем директор средней школы. С 1972 по 1973 год служил на Тихоокеанском флоте. С 1973 по 1975 год — учитель средней школы в Омске. С 1975 по 1996 год — ассистент, старший преподаватель, доцент, заведующий кафедрой[какой?] Омского государственного педагогического института (университета). Защитил диссертацию на соискание учёной степени кандидата исторических наук по теме «Вопросы партийного руководства переходом промышленности РСФСР к НЭПу (1921—1922 гг.) в советской историографии».
Член КПСС с 1971 года по август 1991 года. С 1994 по 1995 год — депутат и вице-спикер Омского городского совета. В декабре 1995 года был избран депутатом Государственной думы России второго созыва. Был членом комитета по спорту и туризму, входил во фракцию КПРФ. С 20 апреля 1997 года по 3 декабря 2000 года — секретарь ЦК КПРФ.
В сентябре 1999 года баллотировался на пост губернатора Омской области, набрал 26,36 % голосов и занял второе место, уступив действующему губернатору. 19 декабря 1999 года был избран депутатом Государственной думы России третьего созыва по списку КПРФ. Являлся заместителем председателя комитета по информационной политике. В марте 2000 года вошел в состав межфракционного объединения депутатов «Сибирское соглашение».
7 декабря 2003 года избран депутатом Госдумы четвёртого созыва по федеральному списку КПРФ. Входил в состав фракции КПРФ, был членом комитета по информационной политике. 4 декабря 2011 года был избран депутатом Госдумы шестого созыва по федеральному списку КПРФ, в сентябре 2016 года — депутатом Госдумы седьмого созыва по федеральному списку КПРФ.
Член ЦК КПРФ, первый секретарь Омского обкома.

## Конфликты и скандалы
Отказ от участия в выборах

26 июня 2018 года пленум омского обкома КПРФ принял решение поддержать на губернаторских выборах действующего врио губернатора Омской области Александра Буркова, члена президиума «Справедливой России». Предложение пойти на такой шаг внёс лично Кравец. КПРФ в Омске впервые за время своего существования открыто поддержала действующую власть. По мнению некоторых коммунистов, такой шаг нанёс партии непоправимый урон и фактически стал предательством своего электората. На следующий день на пресс-конференции одним из журналистов было высказано мнение, что поддержка Буркова была вызвана тем, что Кравец получил от главы региона 500 тысяч долларов США. Ни подтверждения, ни опровержения этой информации первый секретарь не дал

Три дня спустя, 29 июня, Кравец предложил своему помощнику депутату Омского городского совета Дмитрию Горбунову написать заявление об увольнении по собственному желанию. Причиной стало то, что на пленуме Горбунов проголосовал против поддержки Буркова. Сам Горбунов рассказал:
26 июня прошел пленум областного комитета партии, который принял решение о поддержке со стороны КПРФ выдвижения на пост губернатора Омской области Александра Буркова. 12 человек, в их числе я, проголосовали против, трое воздержались, 43 проголосовали за. 29 июня депутат Госдумы Александр Кравец, чьим помощником я являюсь, предложил мне написать заявление об увольнении с формулировкой «по собственному желанию»
Бизнес-конфликт
По словам бывшего депутата Законодательного Собрания Омской области Виктора Жаркова, на протяжении нескольких лет организация «Интеграция», председателем которой является Кравец, занималась незаконным кредитованием других предприятий, в частности, ООО «Автокам», которую возглавляет Жарков. После того, как Жарков узнал о том, что «Интеграция» не имеет права заниматься кредитованием, он потребовал расторгнуть кредитный договор . После этого руководство партии стало предпринимать попытки по исключению бывшего депутата. В октябре 2020 года Жарков был исключен решением бюро обкома с формулировкой «за нанесение существенного ущерба партии». Сам коммунист считает, что причиной его исключения стал именно отказ сотрудничать с «Интеграцией», а также отказ поддержать Александра Буркова на выборах 2018 года.